# نورث پترتون
latitudeنورث پترتونlongitudeنورث پترتون
نورث پترتون (به انگلیسی: North Petherton) یک بلوک شهری در بریتانیا است که در انگلستان واقع شده‌است.

## خصوصیات
نورث پترتون ۶٬۷۳۰ نفر جمعیت دارد.